# Fenestella crassesaeptata
Fenestella crassesaeptata är en mossdjursart som beskrevs av Luigi Gortani 1911. Fenestella crassesaeptata ingår i släktet Fenestella och familjen Fenestellidae. Inga underarter finns listade i Catalogue of Life.